# Parc naturel du lac Lednica
Le parc naturel du lac Lednica (en polonais : Lednicki Park Krajobrazowy) est un parc naturel de Pologne, couvrant 7 650 hectares, qui a été créé en 1998.
Le parc protège le lac Lednica et ses alentours. Celui-ci est renommé pour son paysage naturel, formé lors de la dernière glaciation et composé de collines et plaines morainiques (constituant 7 % du parc). La forêt représente 10 % du parc, et le reste des terres est utilisé par l'agriculture.
De plus, la région du lac est une riche région historique de la fondation de l'état polonais. En effet, on recense environ 350 sites archéologiques dans les limites du parc, donc 4 castrum : sur l'île d'Ostrów Lednicki, sur l'île Ledniczka, à Moraczewo, et à Imiołki.

## Attractions
Depuis 1997 se tiennent tous les ans, à la veille de la fête de la Pentecôte, des rencontres de jeunes dans le village d'Imiołki, appelées Lednica 2000 (pl). Une porte monumentale en forme de poisson a été édifiée pour l'occasion.
On trouve aussi d'autres attractions dans le parc :
- les ruines du palatium et de la chapelle, édifiés à l'époque de Mieszko Ier sur l'île d'Ostrów Lednicki, et appartenant aujourd'hui au Musée des premiers Piasts ;
- le parc ethnographique de Grande-Pologne, situé à Dziekanowice, où on peut visiter la reconstitution d'un village typique du XIXe siècle ;
- un point de vue sur le lac depuis le village de Waliszewo.

## Galerie d'images

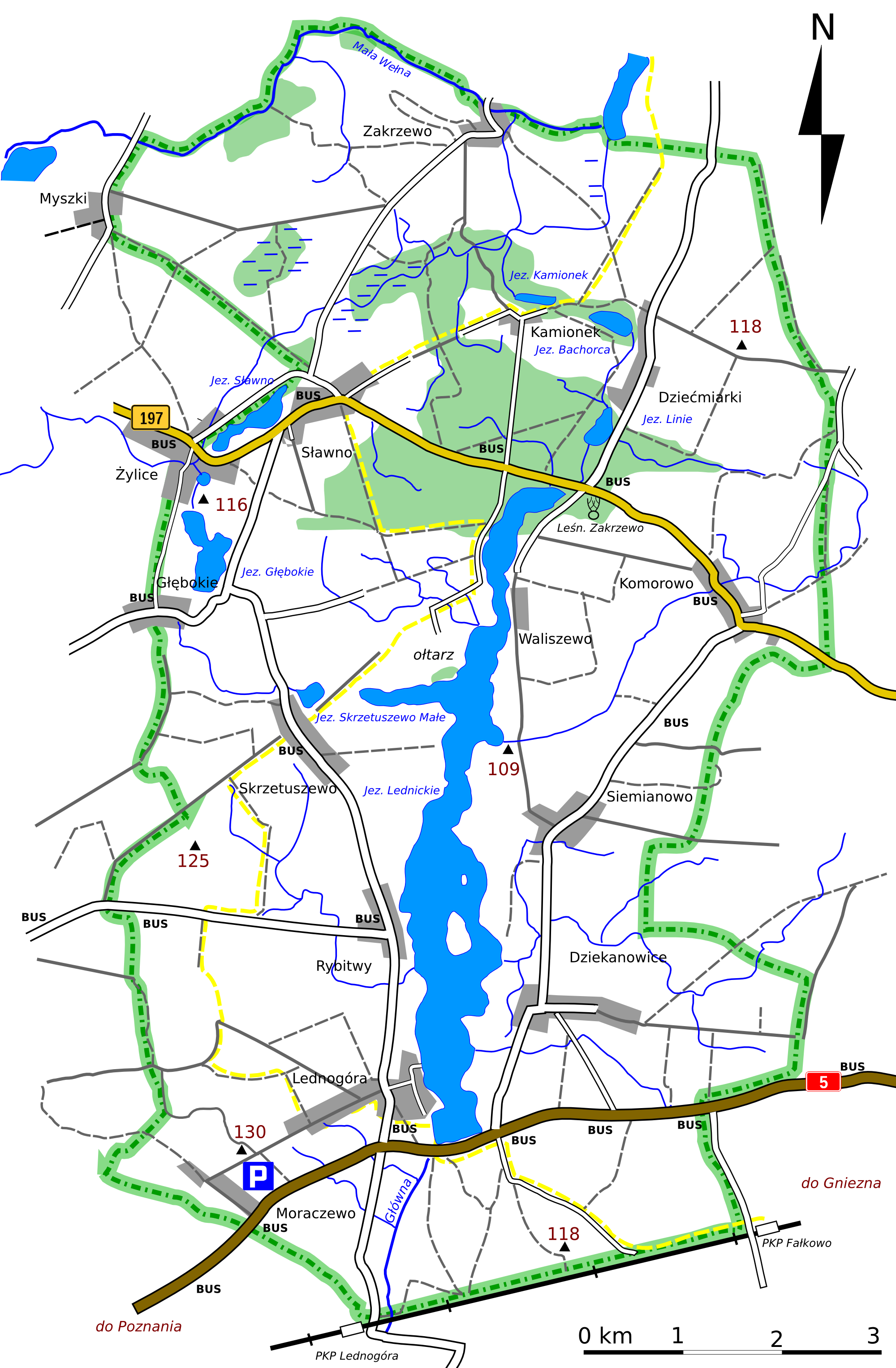
Carte du parc.
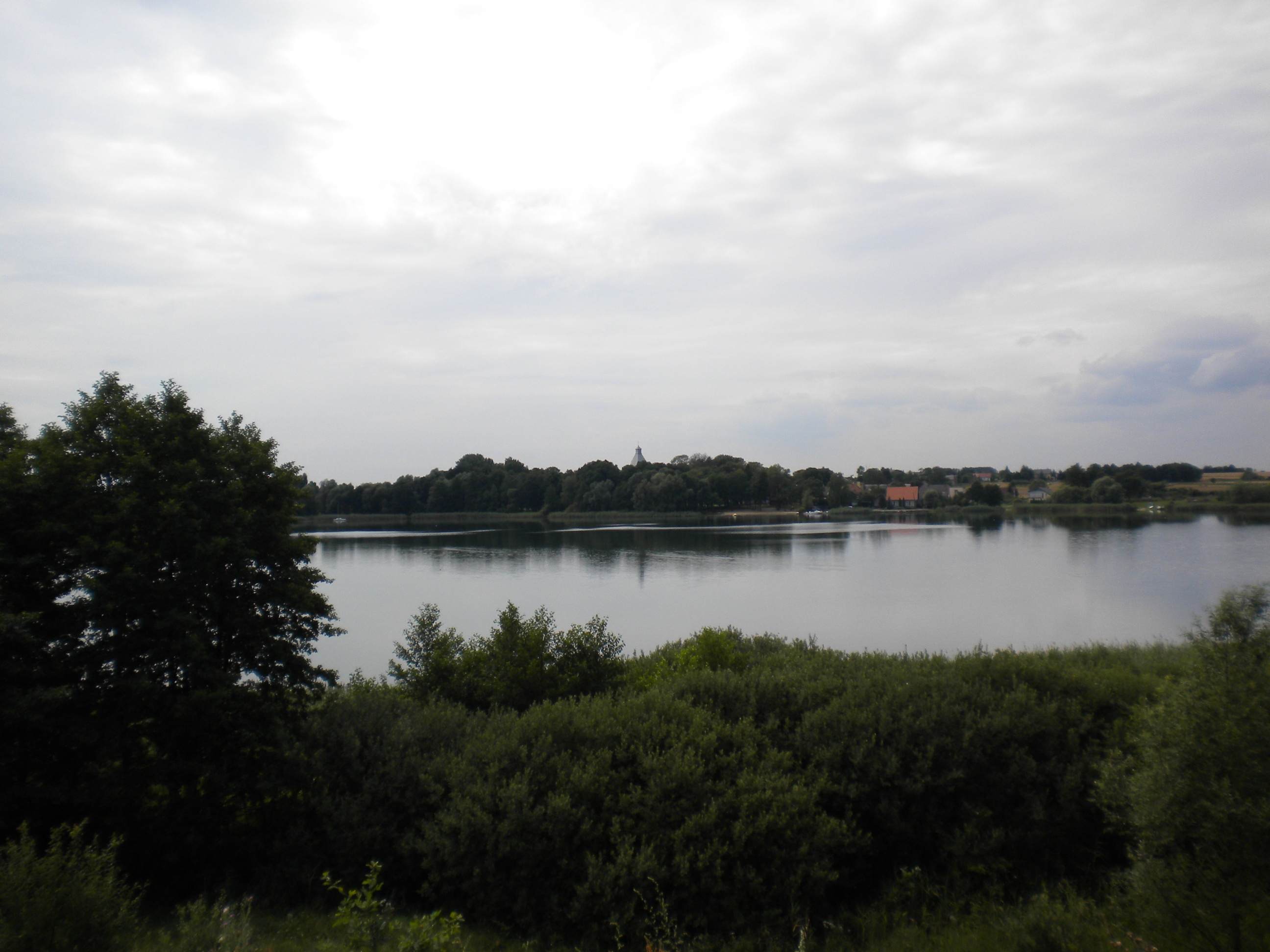
Le lac Lednica.
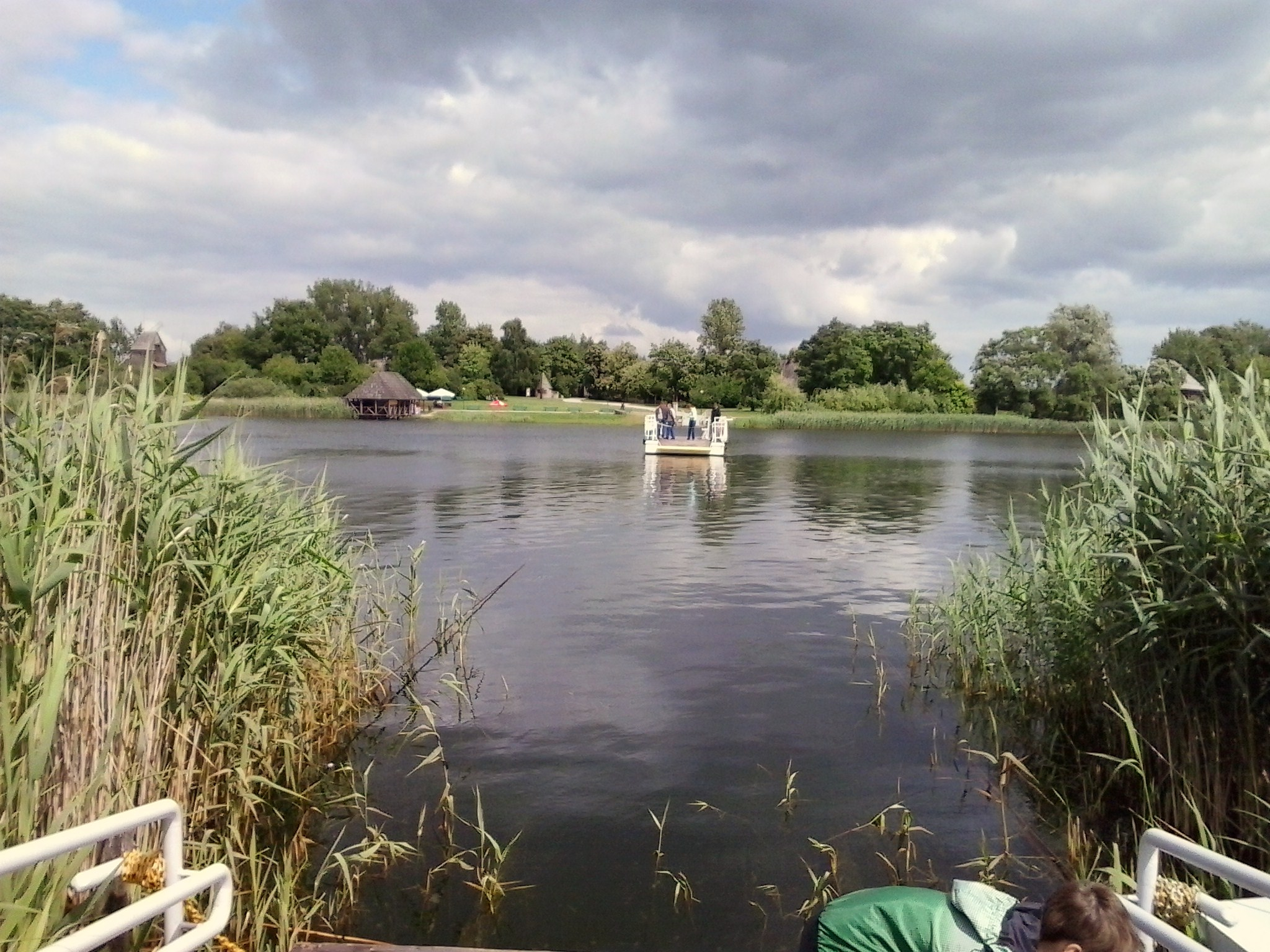
Le ferry d'accès à l'île d'Ostrów Lednicki.
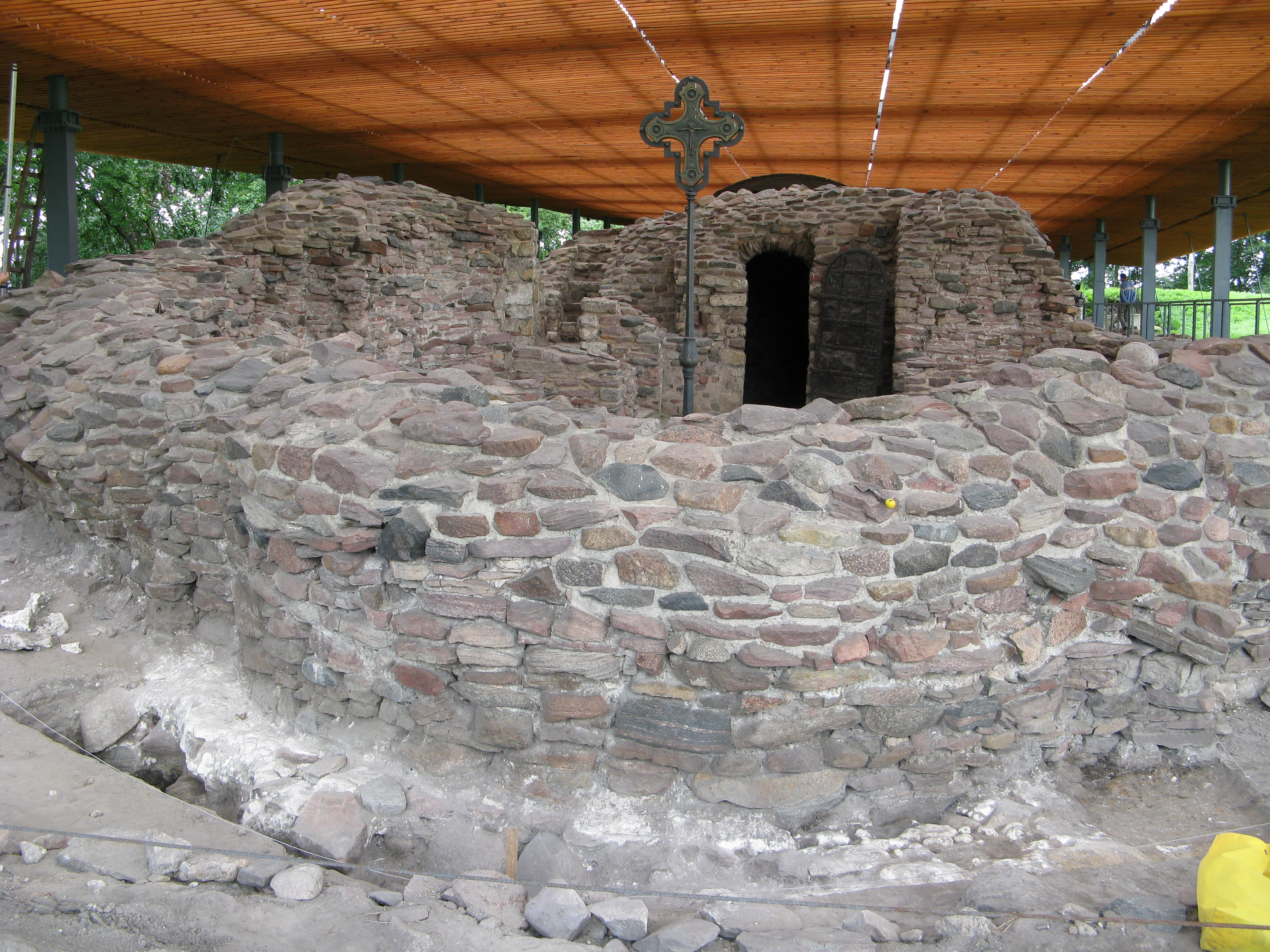
Les ruines du palatium.
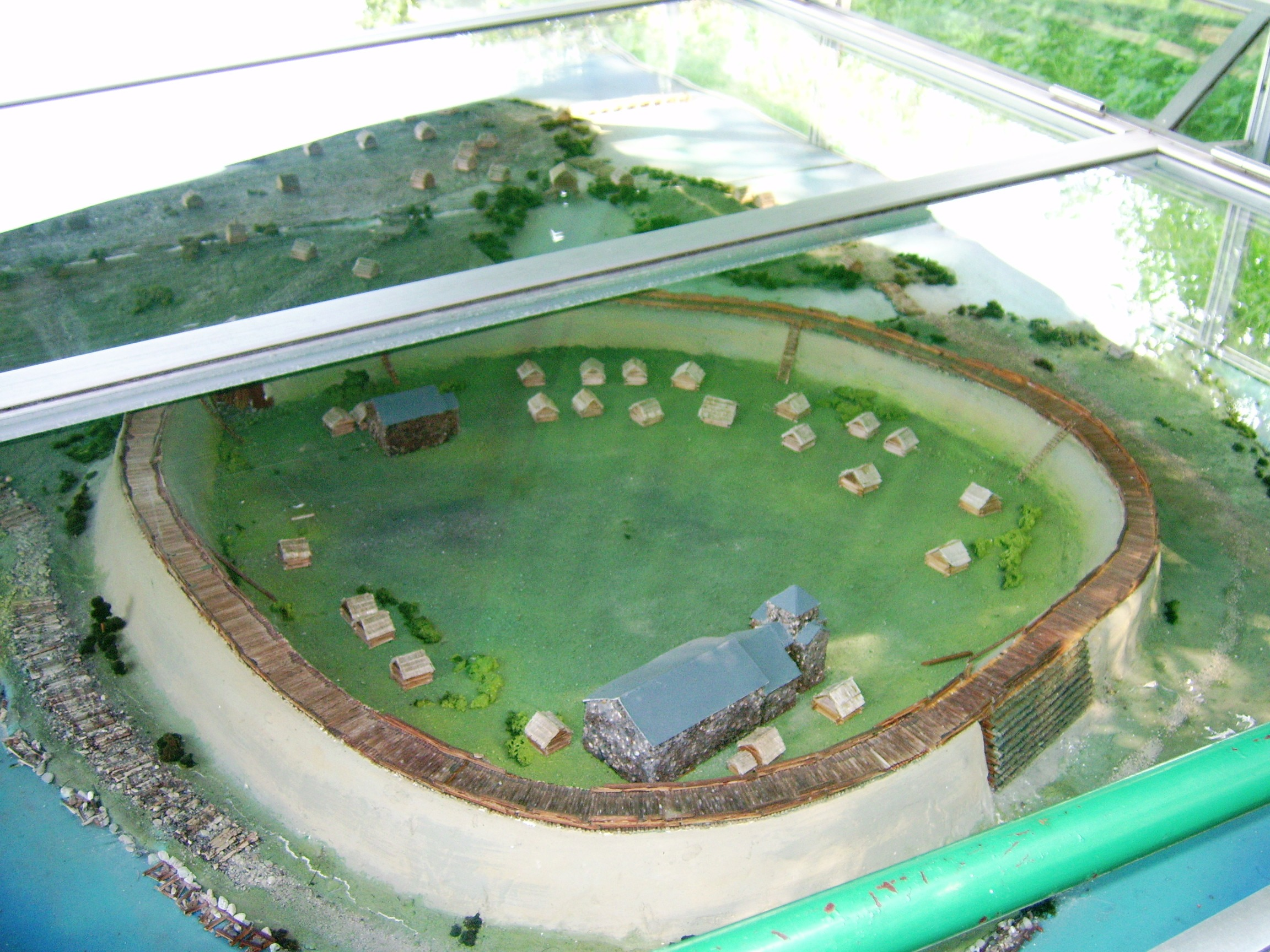
Maquette de reconstitution du site.
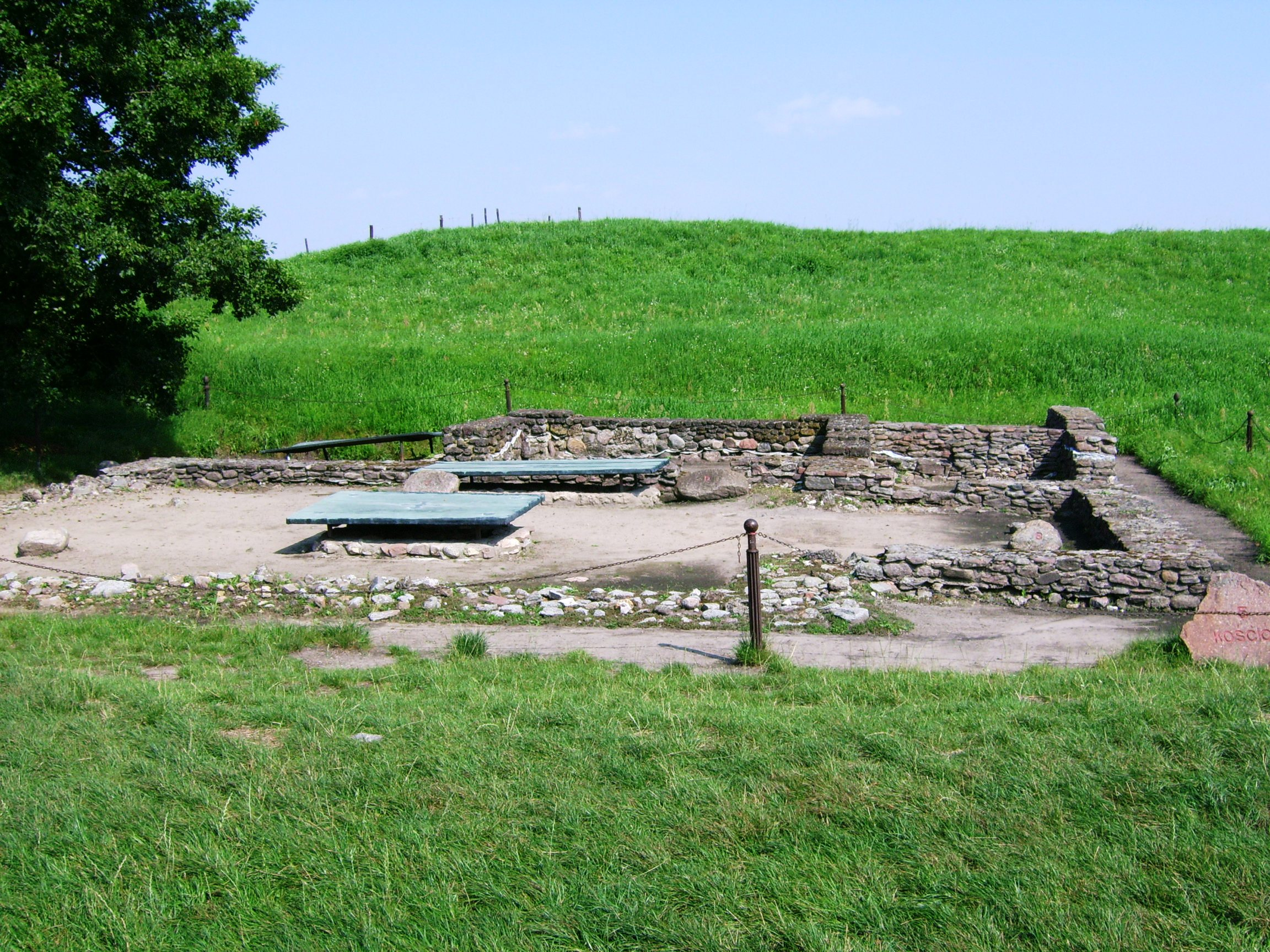
Les ruines de la chapelle.
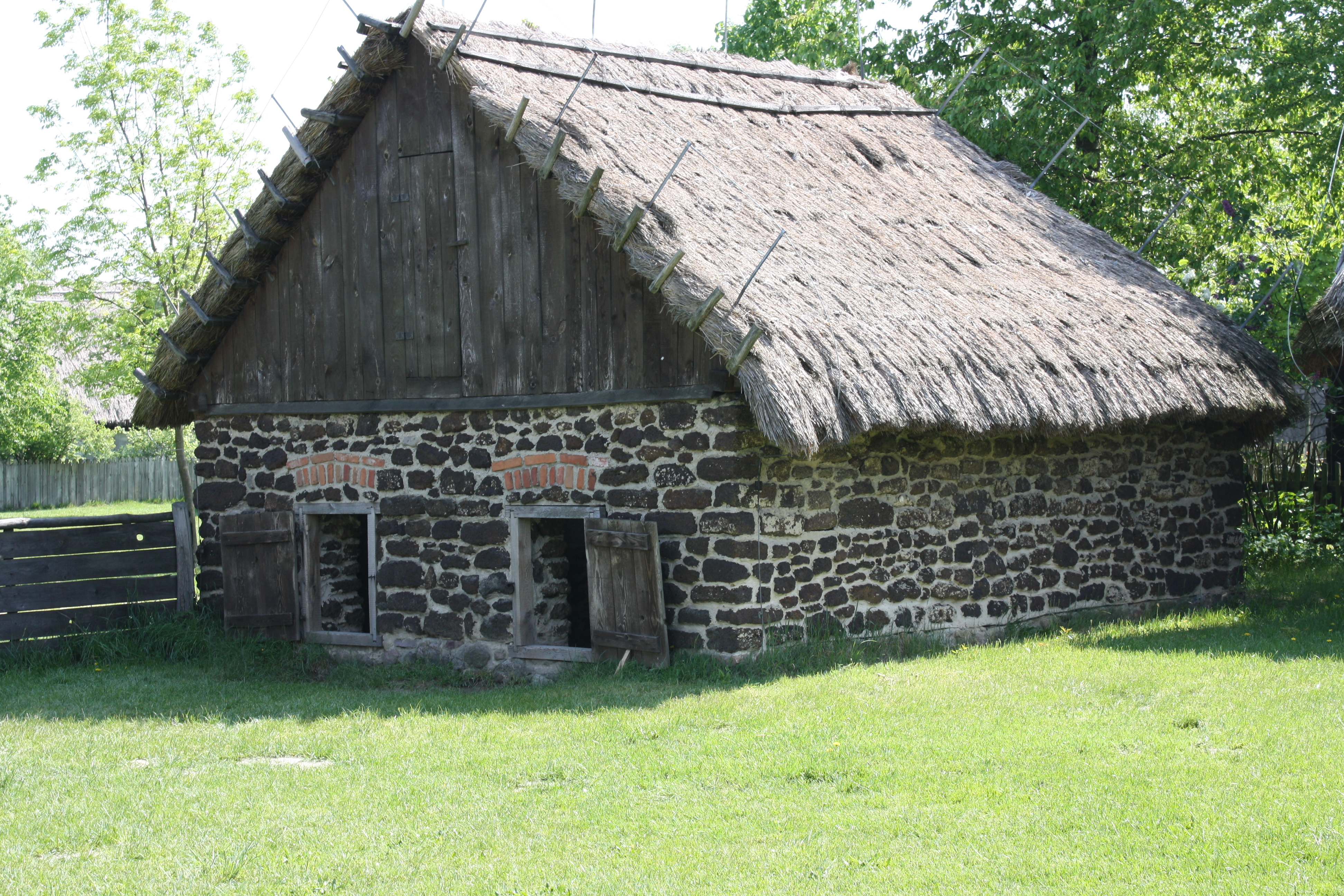
Maison du XIXe siècle reconstituée à Dziekanowice.
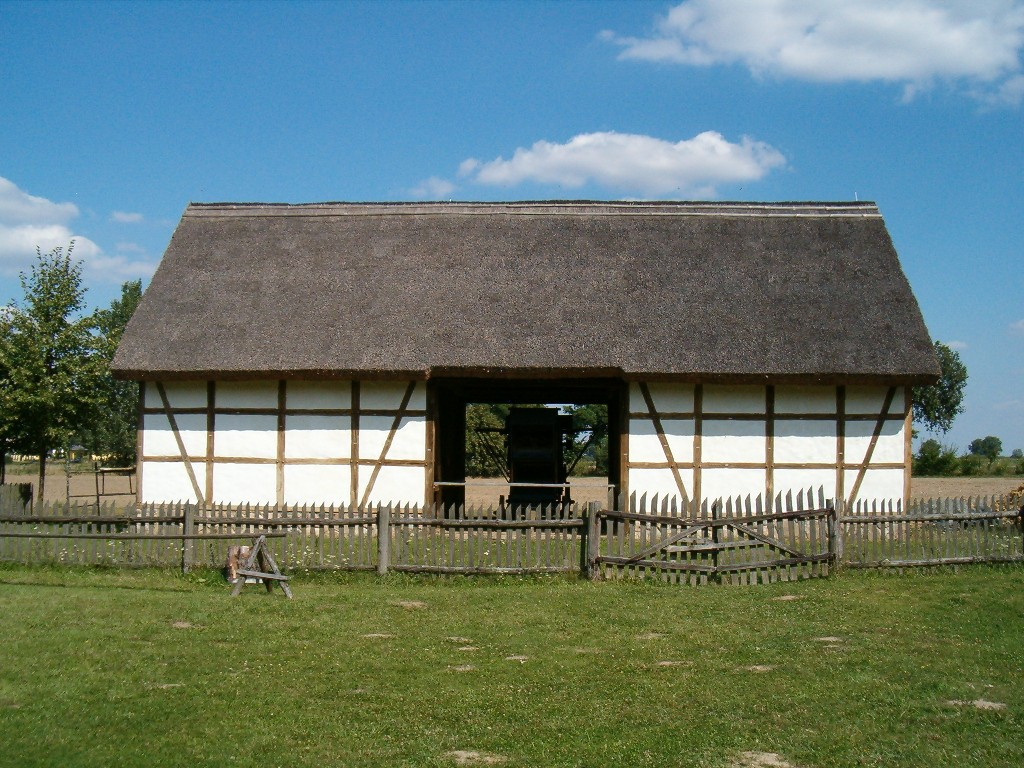
Grange du XIXe siècle reconstituée à Dziekanowice.
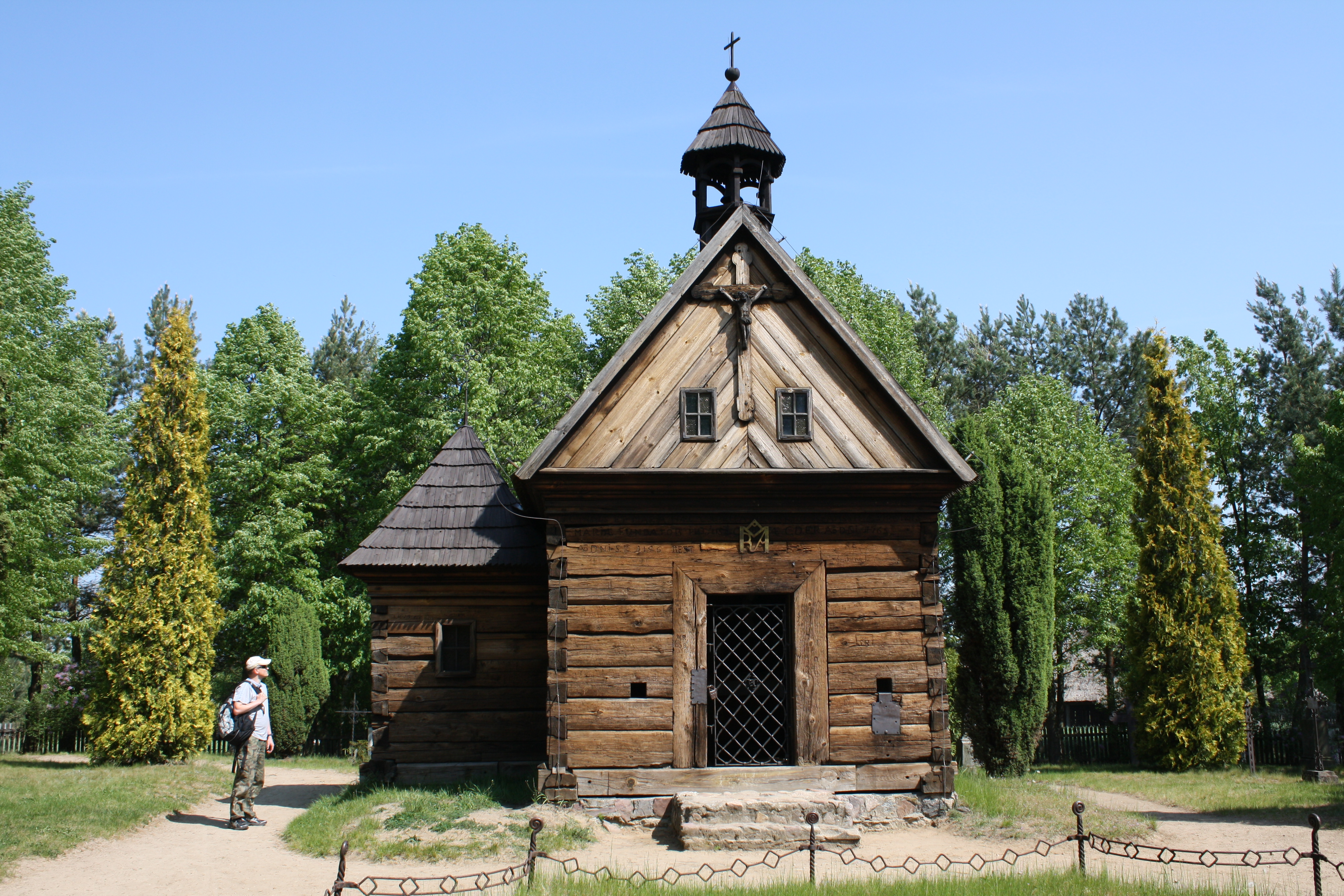
Chapelle du XIXe siècle reconstituée à Dziekanowice.
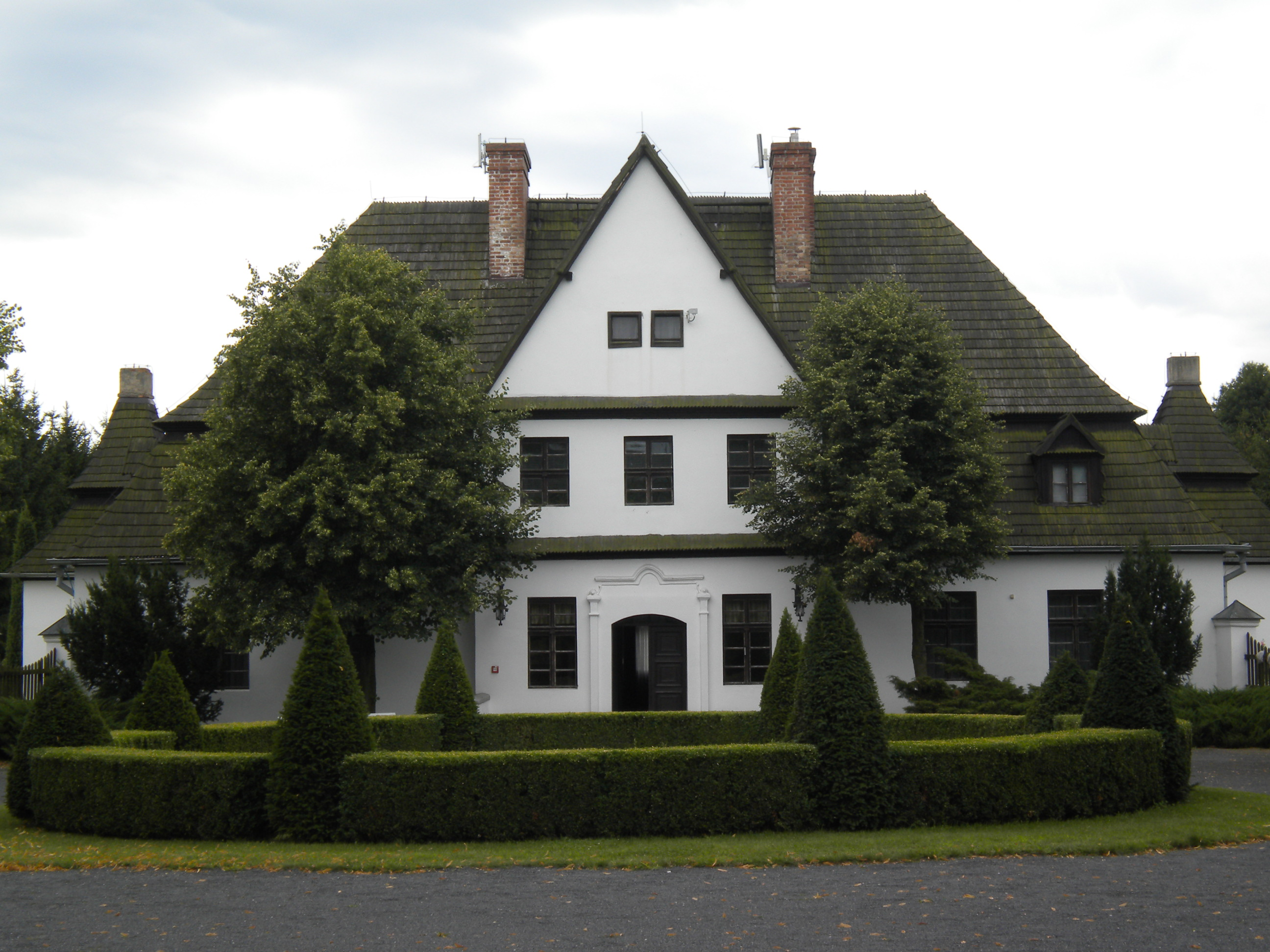
Le manoir à Dziekanowice.
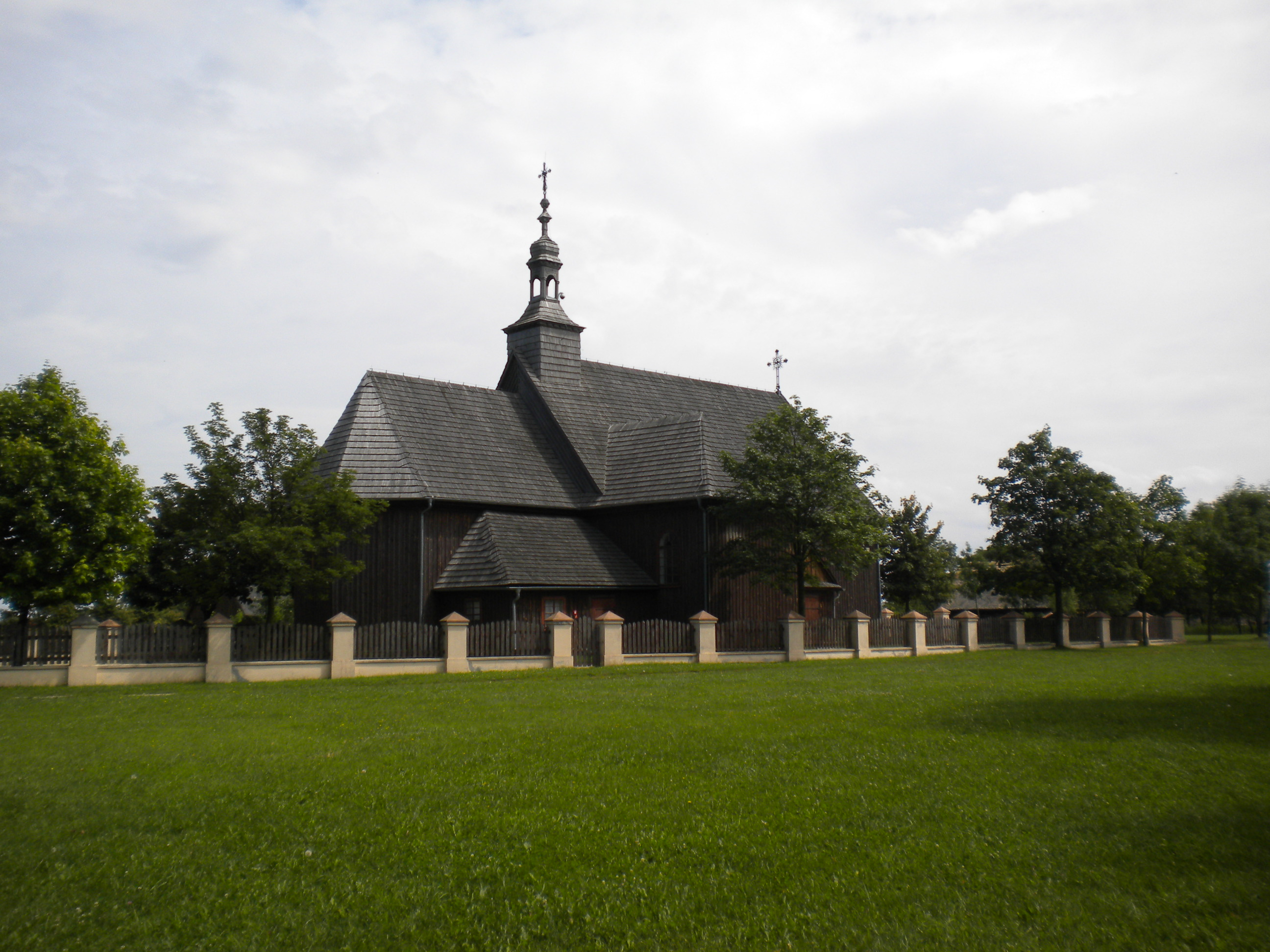
L'église en bois du village reconstitué.